# Parafia Świętych Apostołów Szymona i Judy Tadeusza w Czołomyjach
Parafia św. Apostołów Szymona i Judy Tadeusza w Czołomyjach – parafia rzymskokatolicka w Czołomyjach.
Parafia erygowana w 1919 r. Obecny kościół został wybudowany w latach 1858–1859, dzięki Janowi Zembrzuskiemu, właścicielowi Czołomyj i okolicznych dóbr.

## Historia
Pierwszą świątynią katolicką w Czołomyjach była drewniana cerkiew unicka pod wezwaniem św. Szymona Słupnika ufundowana przez Jana Godlewskiego, starostę nurskiego, wzniesiona w 1706 r. Po pożarze budynku w 1852 r., w jego miejsce wzniesiono  murowaną świątynię, dzięki Janowi Zembrzuskiemu. W 1875 r., w czasie likwidacji resztek Kościoła greckokatolickiego w Kongresówce (likwidacja unickiej diecezji chełmskiej), władze rosyjskie przekształciły cerkiew na prawosławną. Od okresu rewindykacji świątynia pełni funkcję rzymskokatolickiego kościoła parafialnego. W 1918 r. przeprowadzono remont i dokonano rekoncyliacji, a w roku następnym erygowano parafię rzymskokatolicką.
Kościół parafialny został powiększony i przebudowany w stylu pseudoromańskim w 1984 r. Konsekrowany w 1986 r. przez biskupa siedleckiego Jana Mazura.

## Zasięg parafii
Zasięg parafii obejmuje Czołomyje, Czepielin-Kolonię (4 km), Czepielin (4 km), Doliwo (2 km), Ogrodniki (2 km), część wsi Olędy (3 km).